# World Urban Art
World Urban Art – awangardowy festiwal sztuki współczesnej, prezentujący i promujący artystów z całego świata zajmujących się szeroko pojętą sztuką miejską. Ideą festiwalu jest upowszechnienie oraz popularyzacja kultury, muzyki i sztuki współczesnej funkcjonującej w koincydencji społecznej. Zapraszani są artyści z różnych krajów, odbywają się akcje performatywne, wystawy, koncerty, pokazy filmów. Cechą charakterystyczną festiwalu są również trwałe ślady wykonane w przestrzeni publicznej miasta w postaci np. murali, czy też dzieł sztuki (deskale, malarstwo naścienne, współczesne ikony, formy ikonografii społecznej i multimedialne).

## Historia
Pierwsza edycja festiwalu miała miejsce w 2022 r. w Bydgoszczy. Została zrealizowana w trzech częściach, jak i również trzech miejscach: Kujawsko-Pomorskim Centrum Kultury, Galerii i Domu Aukcyjnym Jagiellońska 1, oraz w budynku biblioteki Uniwersytetu Kazimierza Wielkiego w Bydgoszczy. Większość prac zaprezentowanych publicznie pochodziła z kolekcji prywatnych, bądź też bezpośrednio od samych artystów. Twórcą i inicjatorem a jednocześnie jego kuratorem jest polski artysta awangardowy - Jarosław Pijarowski. Całość została zrealizowana w formie powszechnie dostępnych i bezpłatnych działań twórczych na terenie Bydgoszczy.
Oficjalny hymn wydarzenia w warstwie muzycznej został opracowany przez Tomasza "Lipę" Lipnickiego wraz z J. Pijarowskim, w warstwie wizualnej wzbogacony o dzieła Williama Blake’a oraz Tima Roelofsa.
Patronat nad wystawami i działaniami World Urban Art objął Prezydent Bydgoszczy Rafał Bruski.

### Edycja pierwsza - World Urban Art - Bydgoszcz 2022

#### Część pierwsza - miejsce -KPCK
- Zaprezentowano prace następujących artystów: [4].
  - Arkadiusz Andrejkow  - z autorską przekrojową wystawą malarstwa z lat 2010 - 2020;
  - Linas Domarackas  - zaprezentowany we fragmentach dwóch cykli malarskich („Twarze z ulicy", „Judaizm-Chrześcijaństwo-Islam"), oraz pełnym cyklu „SelfSpirit";
  - Omels  - (pseudonim artystyczny niemieckiego artysty - Mariusa Helle) – zaprezentował prace wykonane w technice olejnej na płótnie, oraz 6 wyjątkowych dzieł wykonanych w technice własnej na "cardboardzie" - czyli specjalnej tekturze;
  - Shepard Fairey  - prace sygnowane przez artystę;
  - Banksy  - praca przedstawiona jako wydruk na płótnie (sprowadzona z Nowego Jorku);
  - Julian Nowicki  - przedstawiciel bydgoskiego środowiska artystów związanych z Urban Artem - twórca między innymi jednego z najbardziej monumentalnych dzieł plastycznych poświęconych Marianowi Rejewskiemu[5].

##### Informacje dodatkowe
- W dniu otwarcia pierwszej części festiwalu dokonano uroczystego odsłonięcia muralu - Teofila Ociepki opracowanego przez A. Andrejkowa i J. Pijarowskiego na podstawie fotografii Eustachego Kossakowskiego z 1962 roku i w całości wykonanego przez Arkadiusza Andrejkowa[6],[7],
- Swoją festiwalową ogólnopolską premierę miał film dotyczący twórczości A. Andrejkowa zatytułowany: „Znowu są”
- Oprawę muzyczną całości wydarzenia przygotował Teatr Tworzenia.

#### Część druga - miejsce - „Galeria i Dom Aukcyjny Jagiellońska 1" w Bydgoszczy
Część druga została zatytułowana „Dom Twórczy Tacheles i okolice - czyli Urban Art od Nowego Jorku do Berlina"
- Zaprezentowano prace następujących artystów:
  - Peter Missing  - prace na papierze w technikach mieszanych, prace wykonane w technikach olejnych i akrylowych na płótnie i materiałach z tworzyw sztucznych;
  - Tim Roelofs  - prace wykonane z form ekologicznych, materiałów wtórnych, kolaże w technice własnej;
  - Linas Domarackas  - we fragmencie monochromatycznego cyklu zatytułowanego „Modelki", oraz kompozycjach graficznych;
  - Omels  - kompozycja wykonana w technice olejnej na płótnie, oraz kolaż;
  - Shepard Fairey  - cykl kompozycji sygnowanych przez artystę;
  - Banksy  - klasyczna praca przedstawiona jako wydruk i kompozycja na płótnie (z kolekcji prywatnej);
  - Anita Greschak  - wraz ze swoją kolekcją mody awangardowej (25 modeli);
  - Monika Ewa Wójtowicz  - wraz ze swoją kolekcją mody (malowane skóry), oraz trzy wielko formatowe płótna wykonane w technice olejnej;
  - Txus Parras  & J. Pijarowski  - kolekcja odzieży wykonanej za pomocą szablonów drukarskich;
  - Anne De Vonarkha Varnak  - wielometrowe formy malarskie (papier), oraz malarstwo na płótnie;
  - Steffen Matt  - zmultiplikowane prace fotograficzne wykonane na różnym podłożu (kamień, drewno, tworzywo sztuczne);
  - Julian Nowicki  - praca wykonana w technice mieszanej na płótnie;
  - Ouch  - serigrafia sygnowana na mapach;
  - 100NRHEAD  - technika mieszana na papierze;
  - Andreas Schiller  - prace olejne i wydruki artystyczne na płótnie;
  - Simone Westphal  - rzeźba, obiekt artystyczny wykonany z materiałów włókienniczych,
  - Stefan Schilling  - dokumentacja fotograficzna Domu Sztuki Tacheles,
  - Jarosław Pijarowski  - sala z prezentacją fotografii holograficznej.

##### Informacje dodatkowe
- W dniu otwarcia drugiej części festiwalu swoją uroczystą premierę miała ikona wojenna wykonana ze skrzyni na amunicję (pochodzącej z działań wojennych w Ukrainie) przez prezesa "Fundacji In Blessed Art" Huberta Kampę poświęcona i dedykowana pamięci ofiar wojny w Ukrainie[8].
- Swoją światową premierę miał Art Book niemieckiego artysty Steffana Matta zatytułowany: „Berlin Game" ISBN 978-83-955327-9-5
- Oprawę muzyczną wydarzenia przygotował Teatr Tworzenia wraz z K. Kornilukiem z formacji muzycznej Over the Under.

#### Część trzecia - miejsce - BibliotekaUniwersytetu Kazimierza Wielkiegow Bydgoszczy[9]
- Zaprezentowano prace następujących artystów: 
  - Linas Domarackas  - ponad siedmiometrowe płótno ;
  - Tim Roelofs  - kolaże na kartonie;
  - Shepard Fairey  - sygnowane prace;
  - Eelus  - sygnowana grafika;
  - S.C. Szyman  - różne prace zrealizowane w technikach drukarskich na papierze gazetowym.

##### Informacje dodatkowe
- W dniu otwarcia trzeciej części festiwalu zrealizowano działanie performatywne związane z płótnem L. Domarackasa.
- W działaniu performatywnym związanym z płótnem L. Domerackasa „Nić Ariadny" udział wzięli wszyscy artyści obecni podczas trzeciej części festiwalu (L. Domarackas, J. Pijarowski, Tim Roelofs, Anne De Vonarkha Varnak, Steffen Matt, Anita Greschak) oraz dyrekcja i pracownicy biblioteki uniwersyteckiej.
- Oprawę muzyczną wydarzenia przygotował Teatr Tworzenia, oraz L. Domarackas.

##### Koncert specjalny - "State Of Mind" - World Urban Art 2022[10]
Koncert (11.10.2022 r.) i wystawa (11.10.2022 do 17.10.2022) finalizująca festiwalową część odbywającą się w 2022 roku w Polsce. Całość odbywała się w Miejskim Ośrodku Kultury - Stary Młyn w Zgierzu. Na trzech piętrach pokazywane były prace A. Rodina, P. Missinga oraz J. Pijarowskiego. Ponadto w sali kinowej odbył się tytułowy koncert i działania performatywne "State Of Mind" w którym wystąpili: Józef Skrzek, Jarosław Pijarowski, Waldemar Knade, Karo Glazer, Wojciech Lachowski, Karol Korniluk, Krzysztof Kapitan, Arad Emamogholi, Dariush Rasouli, oraz Hanna Derej.

##### Informacje dodatkowe
- W scenografii wykorzystane zostały prace A. Rodina.
- Część form odzieżowych wykorzystanych w czasie koncertu i działań performatywnych przez artystów była autorstwa Moniki Wójtowicz.
- Autorstwo plakatu - Gu Tang Clan (wersja kolekcjonerska 20 szt. z tego tylko 10 szt. podpisana została przez wszystkich artystów).

### Edycja druga - World Urban Art - 2023

#### Część pierwsza - prolog - miejsce BCF Drukarnia & „Galeria i Dom Aukcyjny Jagiellońska 1"[11]
Działania performatywne oraz wystawa malarstwa Lecha Batora zatytułowane: „Pierwsza wieczerza… z Herbatą” odbyły się 24 lutego w budynku BCF Drukarnia oraz Galerii Jagiellońska 1. W całości działań udział wzięli: Lech Bator, Jarosław Pijarowski, Adam "Herbata" Herbowski, Karol Korniluk, Krzysztof Kapitan.

#### World Urban Art Night (EuropejskaNoc Muzeów) - miejsce - BibliotekaUniwersytetu Kazimierza Wielkiegow Bydgoszczy[12]data: 13.05.2023
Podstawą działań publicznych w dniu Europejskiej Nocy Muzeów było przedstawienie Teatru Tworzenia zatytułowane - „Czy jest w Tobie Herostrates?". Sztuka została opracowana i wyreżyserowana przez J. Pijarowskiego na podstawie opowiadania J.P. Sartre'a, prac Grupy Artystycznej Twożywo, oraz tekstów własnych J. Pijarowskiego.
- W czasie ekspozycyjnym zaprezentowano prace następujących artystów:
  - Peter Missing  – kilkanaście prac malarskich (technika: olej, akryl);
  - Aleksander Rodin  - kilkanaście prac malarskich (technika: olej, akryl), oraz szkice i manifest artystyczny;
  - Shepard Fairey  - sygnowane prace, wlepki, naklejki, deskorolka;
  - Eelus  - prace holograficzne, deskorolka;
  - Gu-Tang Clan  - prace zrealizowane w technikach malarskich i drukarskich;
  - TOPE  – prace wykonane w technikach malarskich i drukarskich;
  - Mariusz Libel  - cykl prac „Permutacje PeiPera";
  - Grupa Twożywo  - cykl prac „Herostrates";
  - Christoph Tschernatsch  - malarstwo olejne, asamblaż ekologiczny (Hamburger Tower);
  - Tomo77 (Tony Aguero)  - cykl prac;
  - Omels  - cykl prac wykonanych na „cardboardzie", kolaż oraz prace malarskie wykonane w technice olejnej;
  - Kash Art by Kastellan  - kompozycja wykonana na jednodolarowych oryginalnych banknotach.

##### Informacje dodatkowe
- W dniu otwarcia World Urban Art Night artysta z Niemiec Ch. Tschernatsch malował publicznie jeden ze swych obrazów.
- W działaniu performatywnym związanym z przedstawieniem „Czy jest w Tobie Herostrates" udział wzięli: Olga Cuske, Joanna Gurgul, Iwo Leszczyński, Jakub Marszałek, Jarosław Pijarowski i Wojciech Dyngosz.
- Zaprezentowano również limitowaną pracę - plakat (nakład 300 szt.) „Pandemonium" sygnowaną przez autorów S. Faireya & Tomo77.

#### Oficjalne otwarcie II edycji festiwalu - miejsce -KPCK[13]data: 18.05.2023
- Zaprezentowano prace następujących artystów:
  - Arkadiusz Andrejkow  - prace wykonane w technikach malarskich na płótnie nawiązujących do cyklu: „Cichy memoriał”;
  - Linas Domarackas  - zaprezentowany w cyklu malarskim „Maski", oraz tryptyku „Świadkowie Ostatniej Wieczerzy";
  - Brother X / J. Pijarowski  - zaprezentowany we fragmencie cyklu „Humanimals" oraz fragmencie instalacji „...and You";
  - Monika Wójtowicz  - fragment cyklu prac i kompozycji własnej;
  - Giorgio Stocco  - kompozycje w technice własnej;
  - Martin L. Reiter  - kompozycje wykonane w technikach malarskich i kolaże;
  - Peter Missing  – kilkanaście prac malarskich (technika: olej, akryl);
  - Aleksander Rodin  - kilkanaście prac malarskich (technika: olej, akryl) oraz kompozycja na tkaninie wykonana wraz z W. Bembel .

##### Informacje dodatkowe
- W dniu otwarcia drugiej edycji festiwalu dokonano uroczystego odsłonięcia muralu Wandy Szkulmowskiej opracowanego i wykonanego przez A. Andrejkowa na podstawie dokumentacji archiwalnej[14].
- Swoją festiwalową ogólnopolską premierę miał monodram i performance J. Pijarowskiego „The Grand Opening" z muzycznym akompaniamentem Janusza Zdunka, Karola Korniluka i Linasa Domarackasa.
- Po raz pierwszy w Polsce zaprezentowana została oficjalna flaga nieistniejącego już  Domu Sztuki Tacheles z Berlina.
- W ramach działań festiwalowych na jednym z drzew w parku przy zespole pałacowym w Ostromecku powstała ekologiczna forma malarska wykonana przez litewskiego artystę Linasa Domarackasa upamiętniająca postać Andrzeja Szwalbe[15].

##### World Urban Art Zgierz data: 21-23.05.2023 - miejsce - Park Kulturowy Miasto TkaczyZgierz
- Szkółka artystyczna dla dzieci i młodzieży ze Świetlicy „Przystań" prowadzona przez J. Pijarowskiego,

- Malarstwo artystyczne wykonane na drzewach w przestrzeni wyznaczonych podwórek Parku Kulturowego Miasta Tkaczy wykonane przez dzieci i młodzież oraz Linasa Domarackasa.

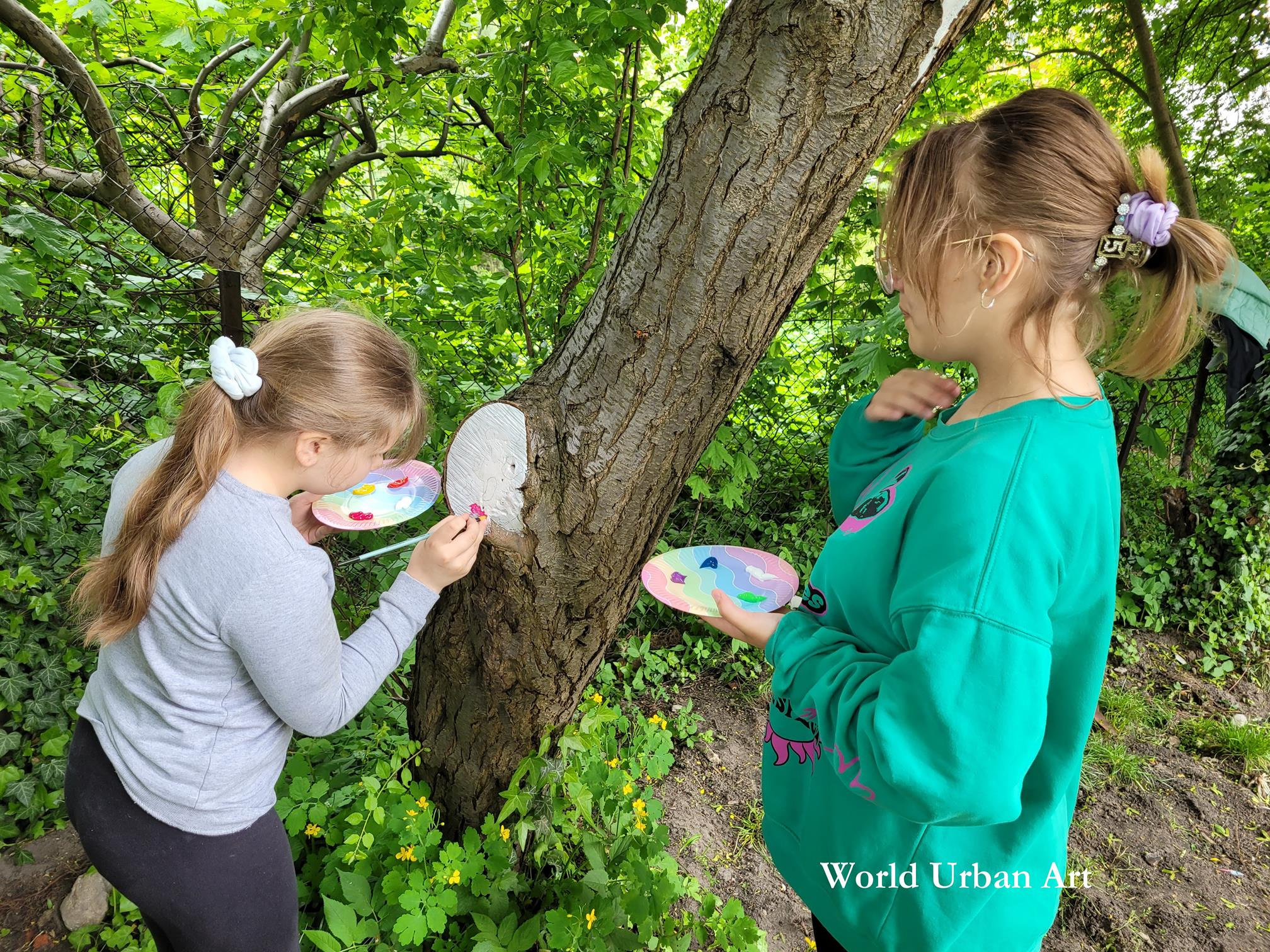
Szkółka artystyczna dzieci ze Świetlicy „Przystań"
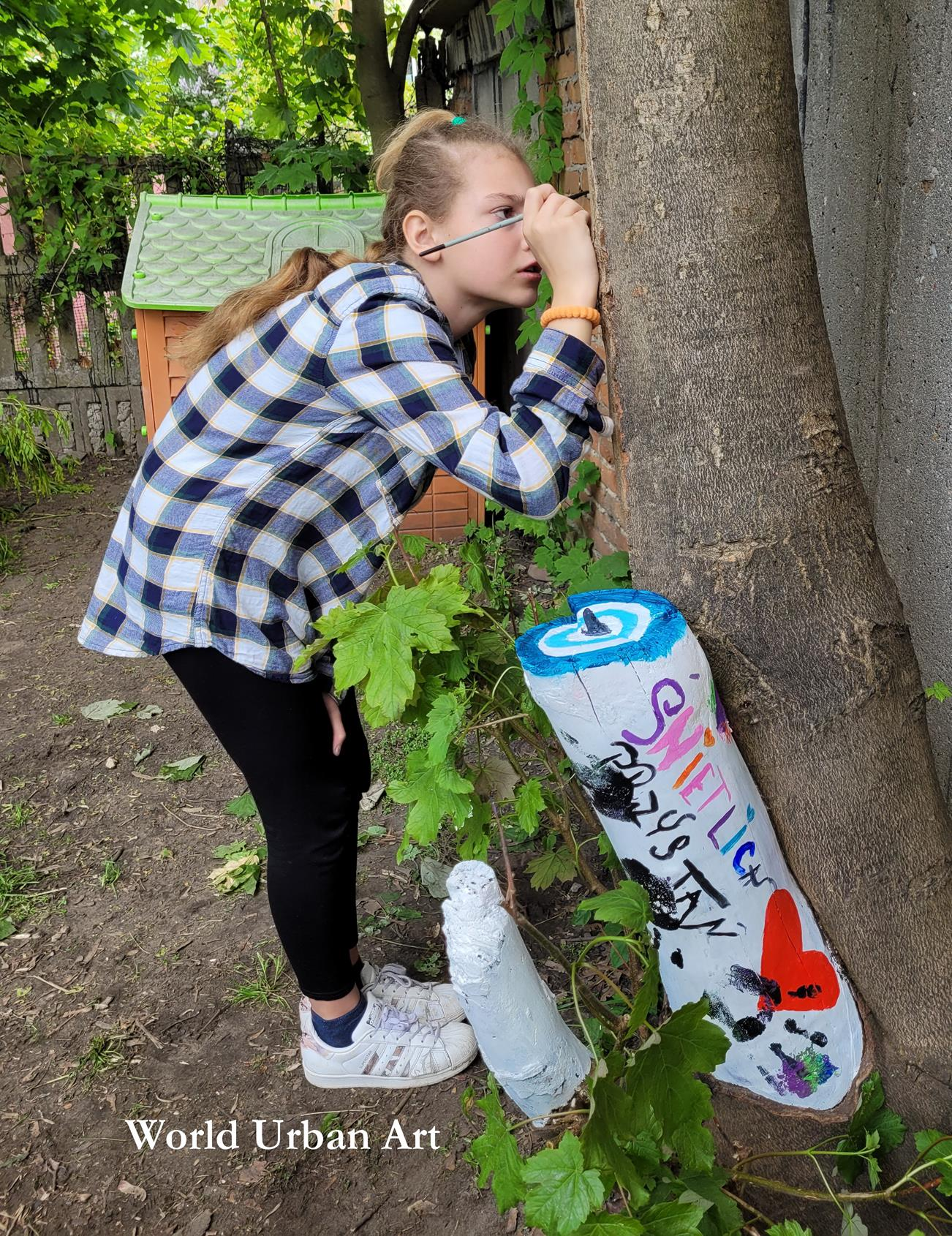
Szkółka artystyczna dzieci ze Świetlicy „Przystań"
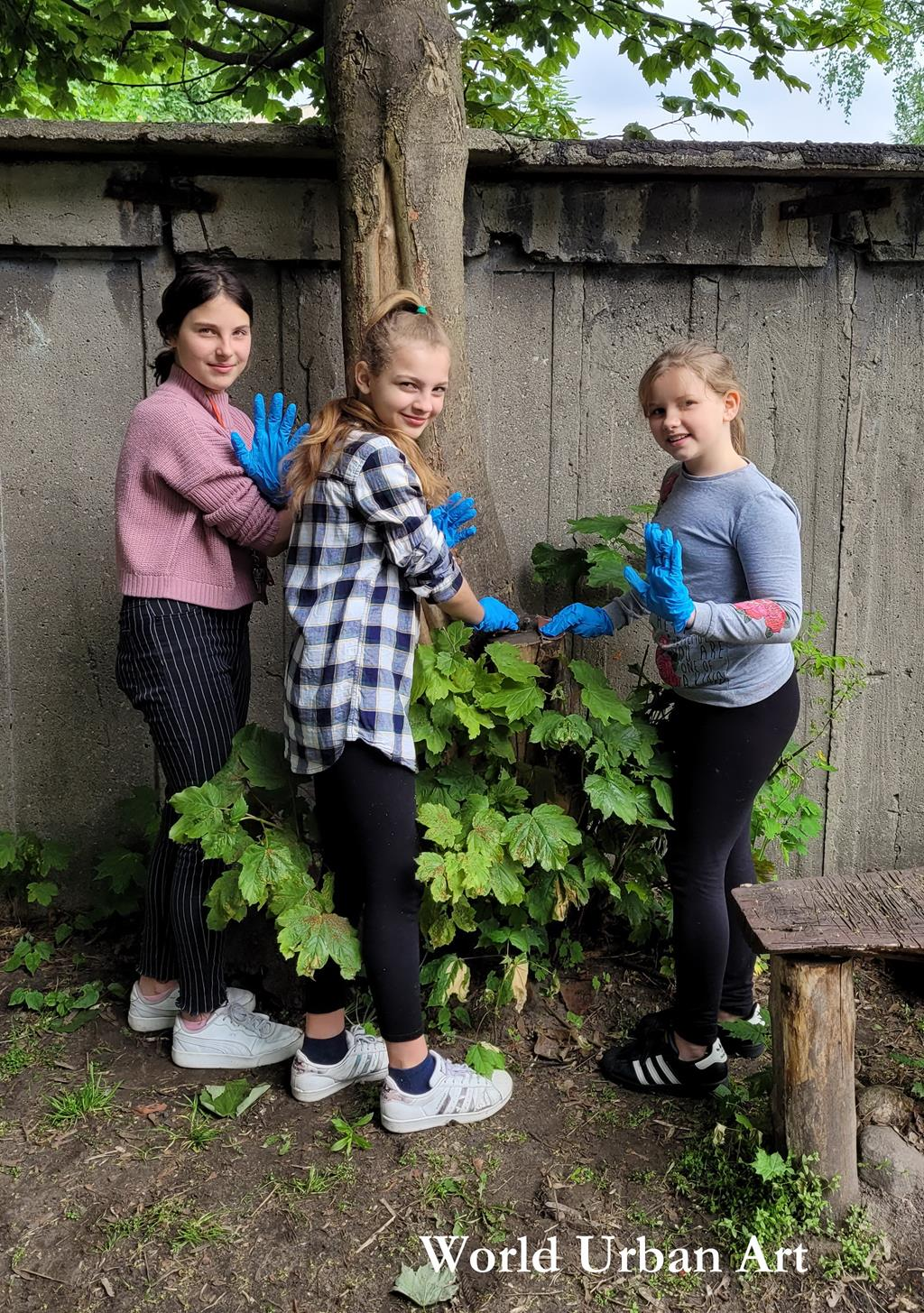
Szkółka artystyczna dzieci ze Świetlicy „Przystań"
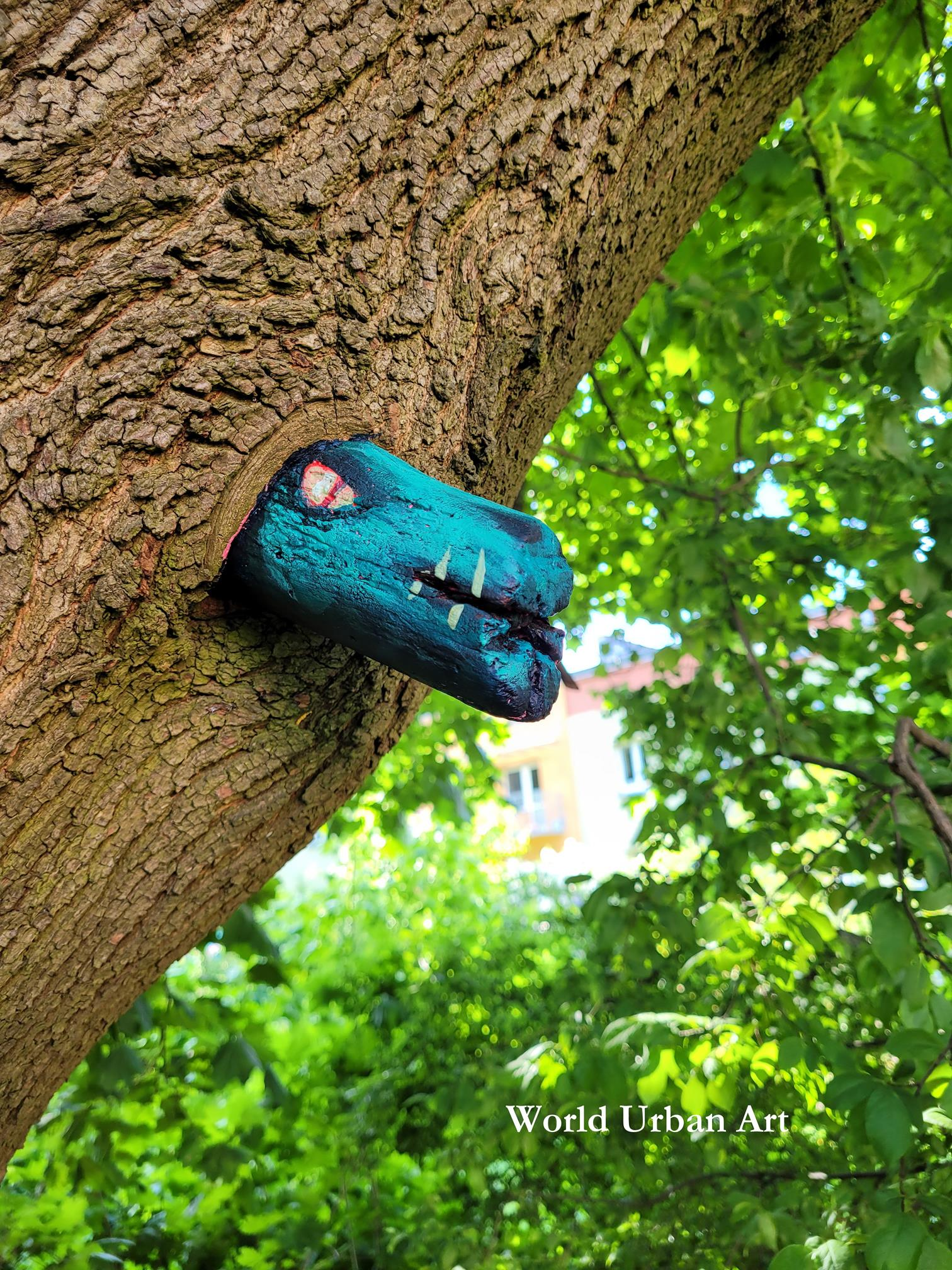
Malarstwo ekologiczne na fragmencie drzewa wykonane przez L. Domarackasa
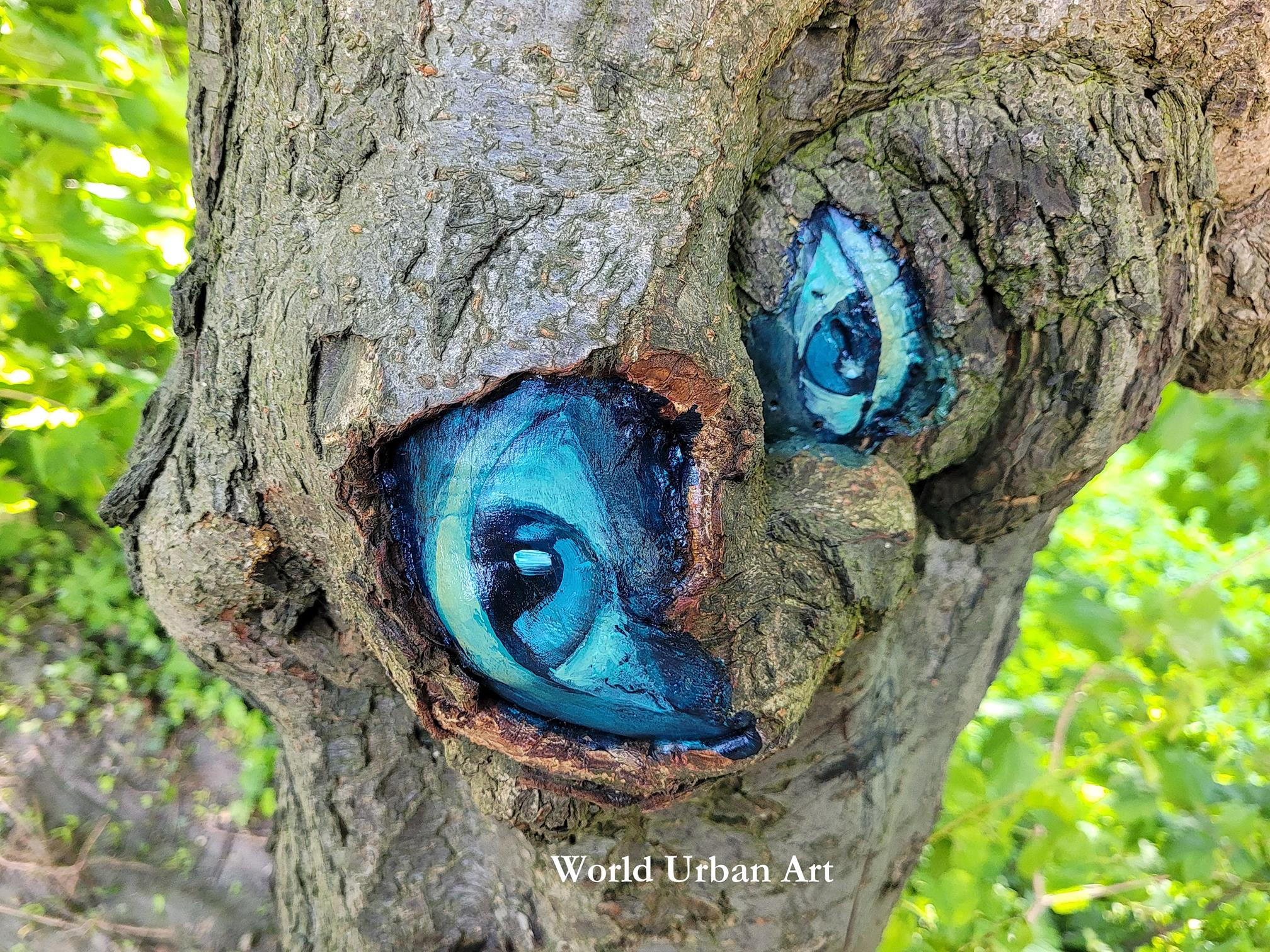
Malarstwo ekologiczne na fragmencie drzewa wykonane przez L. Domarackasa
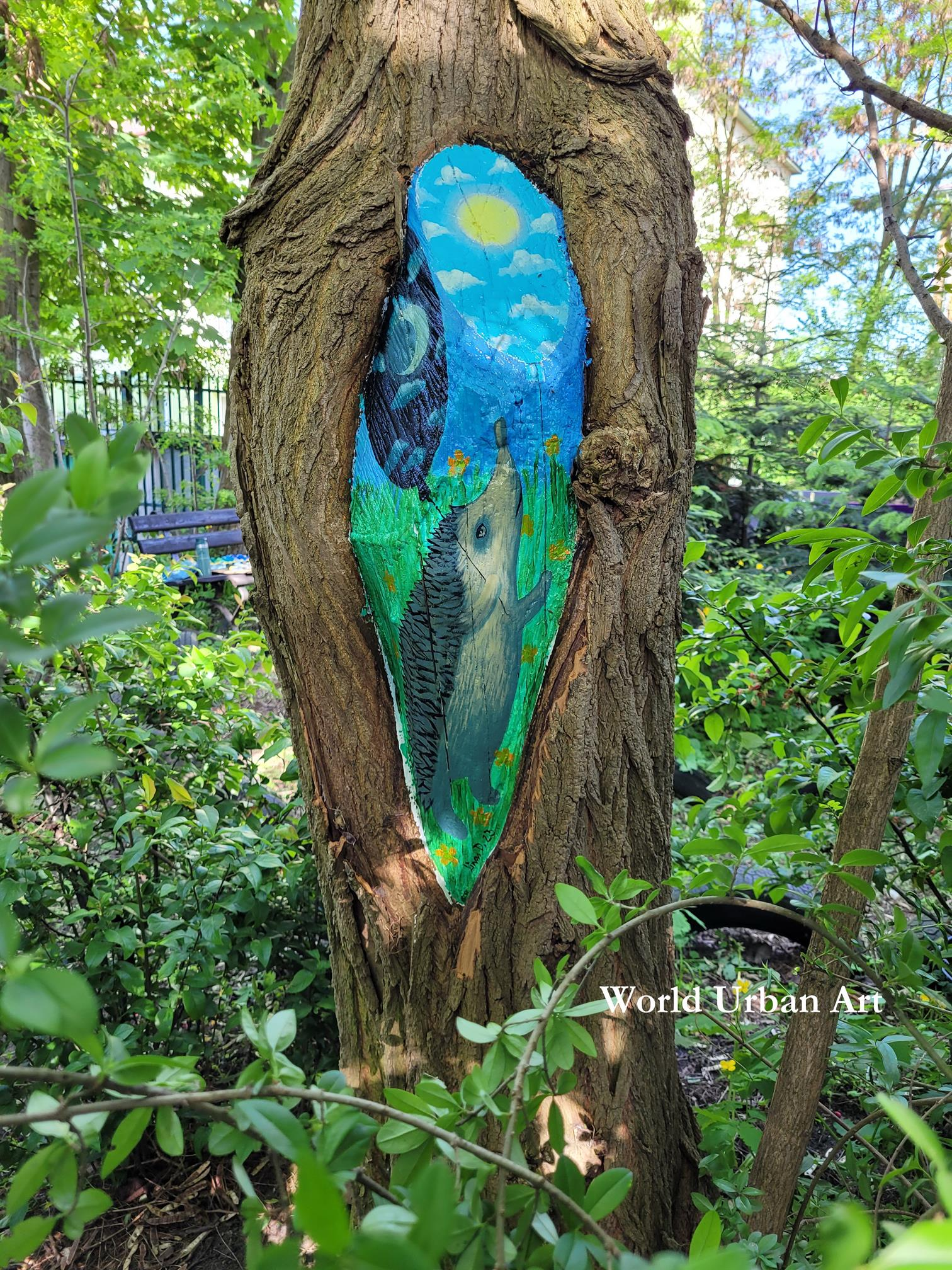
Malarstwo ekologiczne na fragmencie drzewa wykonane przez L. Domarackasa
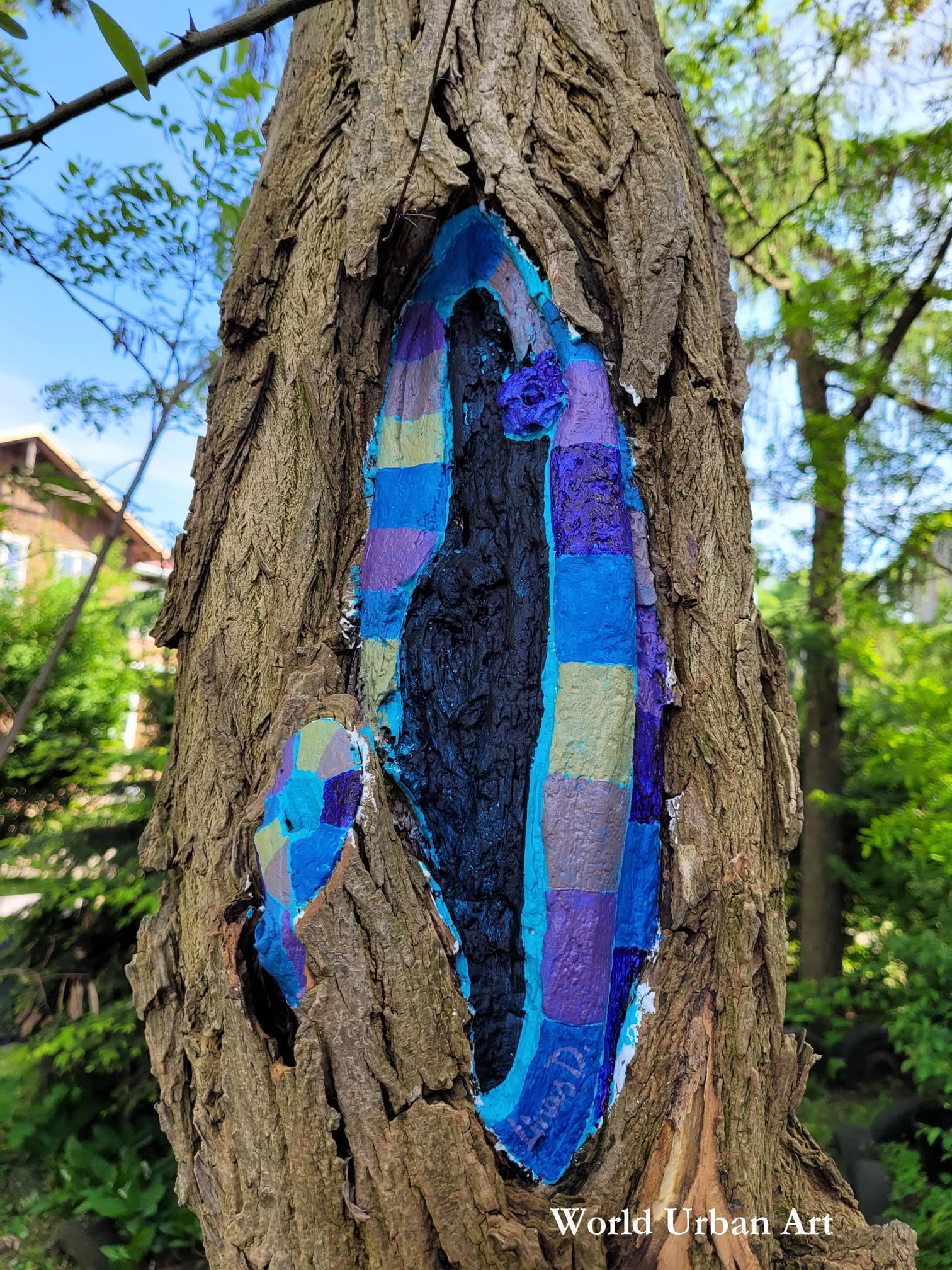
Malarstwo ekologiczne na fragmencie drzewa wykonane przez L. Domarackasa
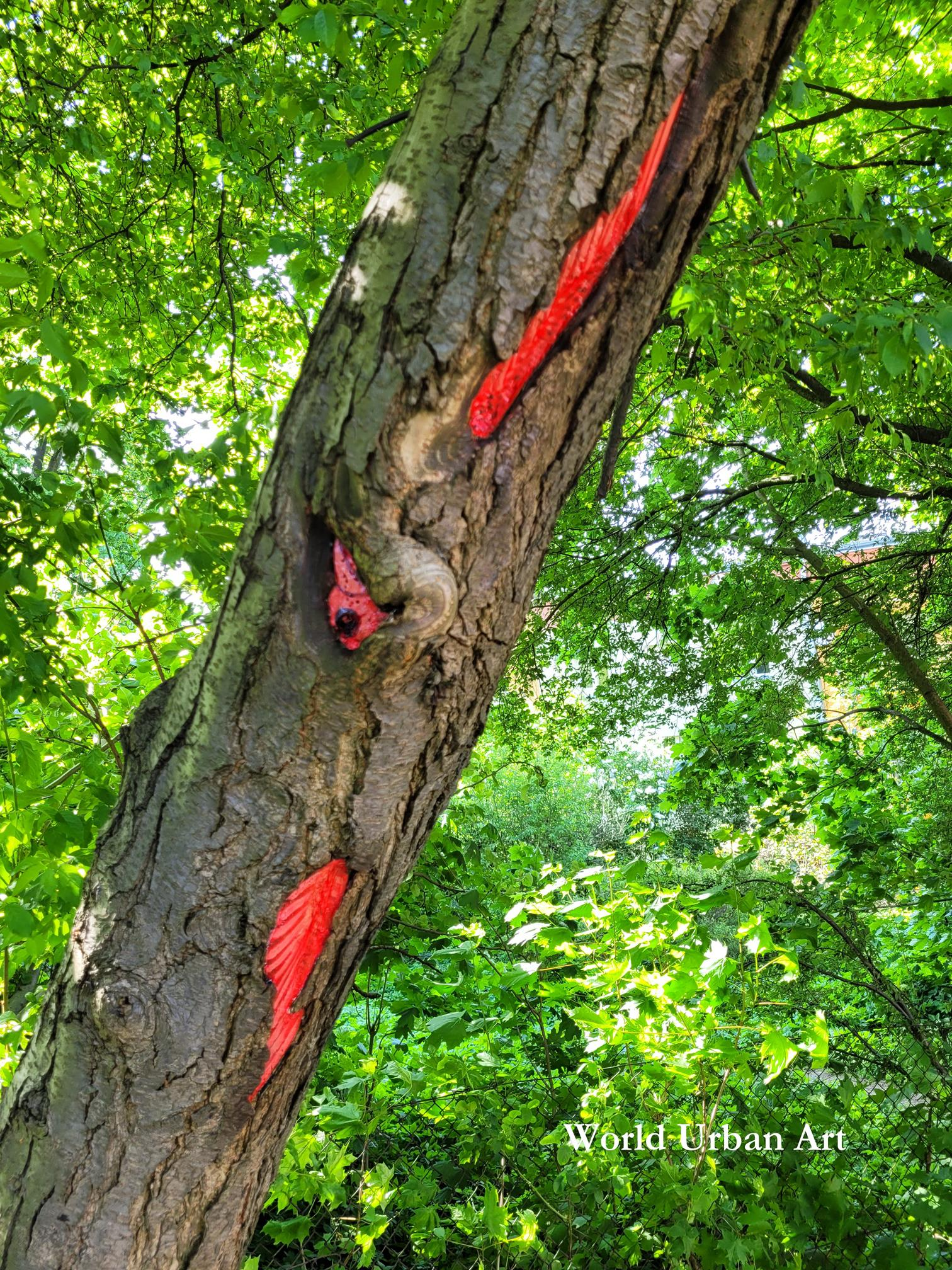
Malarstwo ekologiczne na fragmencie drzewa wykonane przez L. Domarackasa
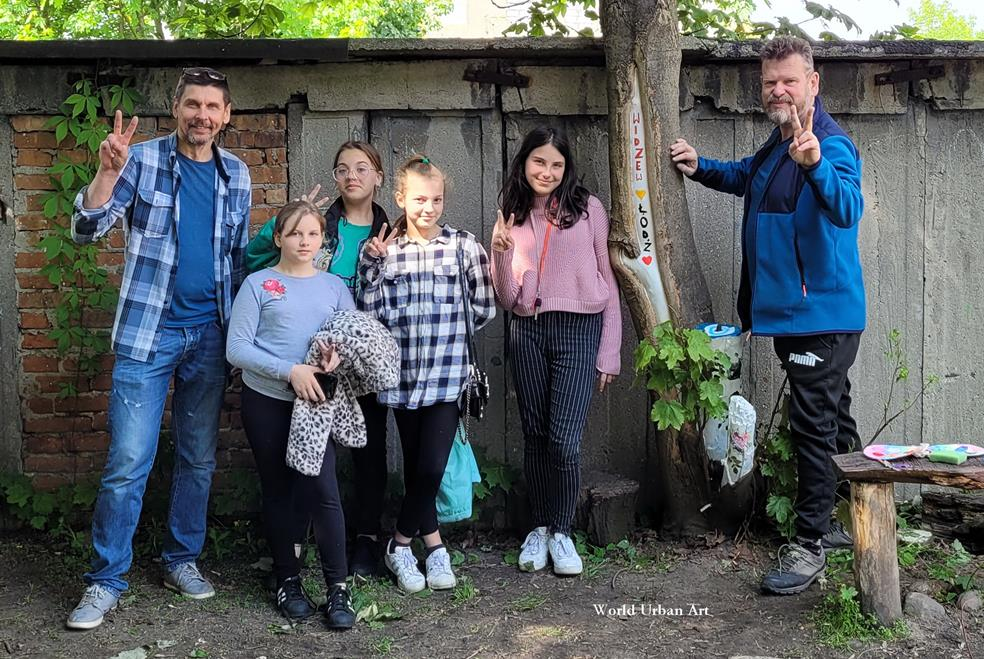
Dzieci i młodzież ze Świetlicy „Przystań" oraz L. Domarackas oraz J. Pijarowski

#### Midissage czyli część pośrednia II edycji festiwalu - miejsce - BibliotekaUniwersytetu Kazimierza Wielkiegow Bydgoszczy.[16]data: 05.06.2023
Do poprzenio eksponowanych prac i artystów dodano:
- Marek Iwiński  - prezentacja sześciu autonomicznych przestrzennych instalacji (bezpośrednia obecność na wydarzeniu),
- Lech Bator  - trzy częściowy cykl japoński (edycja bydgoska),
- Dominika "Remez"  - malarstwo z lat 2019-2023 (bezpośrednia obecność na wydarzeniu),
- Jef Aerosol (Jean-François Perroy)  - praca zatytułowana "Chuuuttt !!!" sygnowana przez autora.

#### Wystawa specjalna World Urban Art 2023
- Aleksander Rodin - 2gether - miejsce:KPCK, data: 21.06.2023 - 25.08.2023[17].

#### Finisage czyli zakończenie II edycji festiwalu - miejsce - BibliotekaUniwersytetu Kazimierza Wielkiegow Bydgoszczy.[18]data: 22.09.2023
- Performance muzyczny J. Pijarowskiego dedykowany zmarłym w latach 2022/23 muzykom współpracującym z artystą (Tomaszowi Zielińskiemu, Maciejowi Wacławowi (Schizma), oraz Maciejowi Mydze).
- Wystąpienie Christophera Tschernatscha .
- Pokaz realizacji szablonowych na detalu wykonany przez J. Pijarowskiego oraz malarstwa wykonanego przez TOPE .
- Pokaz Łukasza Dąbrowskiego , który podczas spotkania przedstawił wykonywane przez siebie techniką quillingu oprawy introligatorskie.
- Pokaz książki artystycznej zrealizowanej jako leporello przedstawiającej przykłady prac obecnych w polskiej i światowej przestrzeni publicznej wykonanych za pomocą szablonów (współpraca z Muzeum Książki Artystycznej w Łodzi).

### Edycja trzecia - World Urban Art - 2024
Tytułem wstępu do trzeciej edycji festiwalu ogłoszono cyfrową premierę produkcji Teatru Tworzenia z okazji Międzynarodowego Dnia Teatru - 27.03.2024 r. zatytułowaną „Forbidden Archaelogy (opus 1,1)". W warstwie graficznej wykorzystano pracę polskiego malarza Andrzeja Kielara.
- Oficjalne otwarcie III edycji festiwalu odbyło się 16 maja w Kujawsko-Pomorskim Centrum Kultury w Bydgoszczy[20].

#### Wystawa specjalna World Urban Art 2024
- W dniu otwarcia festiwalu po raz pierwszy w Polsce zaprezentowano retrospektywną formę prac Petera Missinga zatytułowaną: "Missing in... Bydgoszcz – River of Creative Forms".[21].

##### Informacje dodatkowe
- W dniu 16 maja 2024 r. dokonano uroczystego odsłonięcia muralu Kazimierza Hoffmana wykonanego przez A. Andrejkowa na podstawie dokumentacji archiwalnej[22]
- W czasie wernisażu prac P. Missinga swoją premierę miał utwór skomponowany przez grupę Contagion oraz J. Pijarowskiego "Missing in ... Bydgoszcz 7NA ART Etiuda Opus 03" dedykowany zespołowi założonemu przez P. Missinga - Missing Foundation z okazji 40-lecia istnienia zespołu[23].

- Podczas Europejskiej Nocy Muzeów - 18 .05.2024 r. w budynku  Bibliotece Głównej Uniwersytetu Kazimierza Wielkiego w Bydgoszczy zaprezentowano ponad trzydzieści prac Dariusza Paczkowskiego identyfikowanego w przestrzeni publicznej jako 3 FALA, oraz performance J. Pijarowskiego i Andrzeja Dudka Dürera zatytułowany "Face 2 Face"[24].

- 21 maja 2024 r. w KPCK-u w Bydgoszczy odbyła się prezentacja filmu "Two Shores" z udziałem jednego z twórców i głównych bohaterów produkcji - Maksa Kubisia, oraz dyskusja na temat współczesnych form artystycznych w Nowym Jorku z J. Pijarowskim[25].

### Edycja Czwarta - World Urban Art - 2024/25 Tribute 2Hans Rudolf Giger
W nawiązaniu do 10 rocznicy śmierci (zm. 12 maja 2014 w Zurychu) jak i 85 urodzin artysty (ur. 5 lutego 1940), World Urban Art zainicjował cykl wydarzeń poświęconych i dedykowanych twórcy. Działania performatywne oraz spotkania edukacyjne realizowane były w kilkunastu miejscach związanych z życiem i działalnością H.R. Gigera w Szwajcarii, w tym między innymi: 
- Spotkania przy kamienicy w której urodził się artysta (ul. Storchengasse 17 w mieście Chur),
- Miejsca użyteczności publicznej mieszczące dzieła jak i zaprojektowane meble przez szwajcarskiego twórcę: HR Giger Bar (Chur), oraz HR Giger Bar Gruyères,
- Galeria Crameri Chur,
- Château St-Germain Gruyer - zamek w którym mieści się autoryzowane muzeum artysty,
- Giger Platz[26] (Chur), plac na którym umiejscowiona jest fontanna z płytami zaprejektowanymi przez artystę
- Bündner Kunstmuseum Chur (działania performatywne i spotkania przy rzeżbie - biomechanoidzie („Torso mit langer Schädelform")
- Muzeum w mieście Pfäffikon - (działania performatywne, oraz „transcendetalne" przejscie związane z dziełem artysty („Passagen-Tempel"),
- Wywiady i spotkania:
  - z rodziną artysty (żoną-Mią Bonzanigo),
  - artystami współpracującymi z H.R. Gigerem,
  - muzykami - między innymi Markusem Schmidtem (awangardowy zespół niemiecki-Floh de Cologne),
  - autorami opracowań dokumentacyjnych i książek na temat artysty między innymi:Charly Bieler[27]

Podczas czwartej edycji festiwalu zaprezentowana została premierowa praca dedykowana szwajcarskiemu artyście - zatytułowana „DARK" autorstwa Arkadiusza Foltyńskiego .

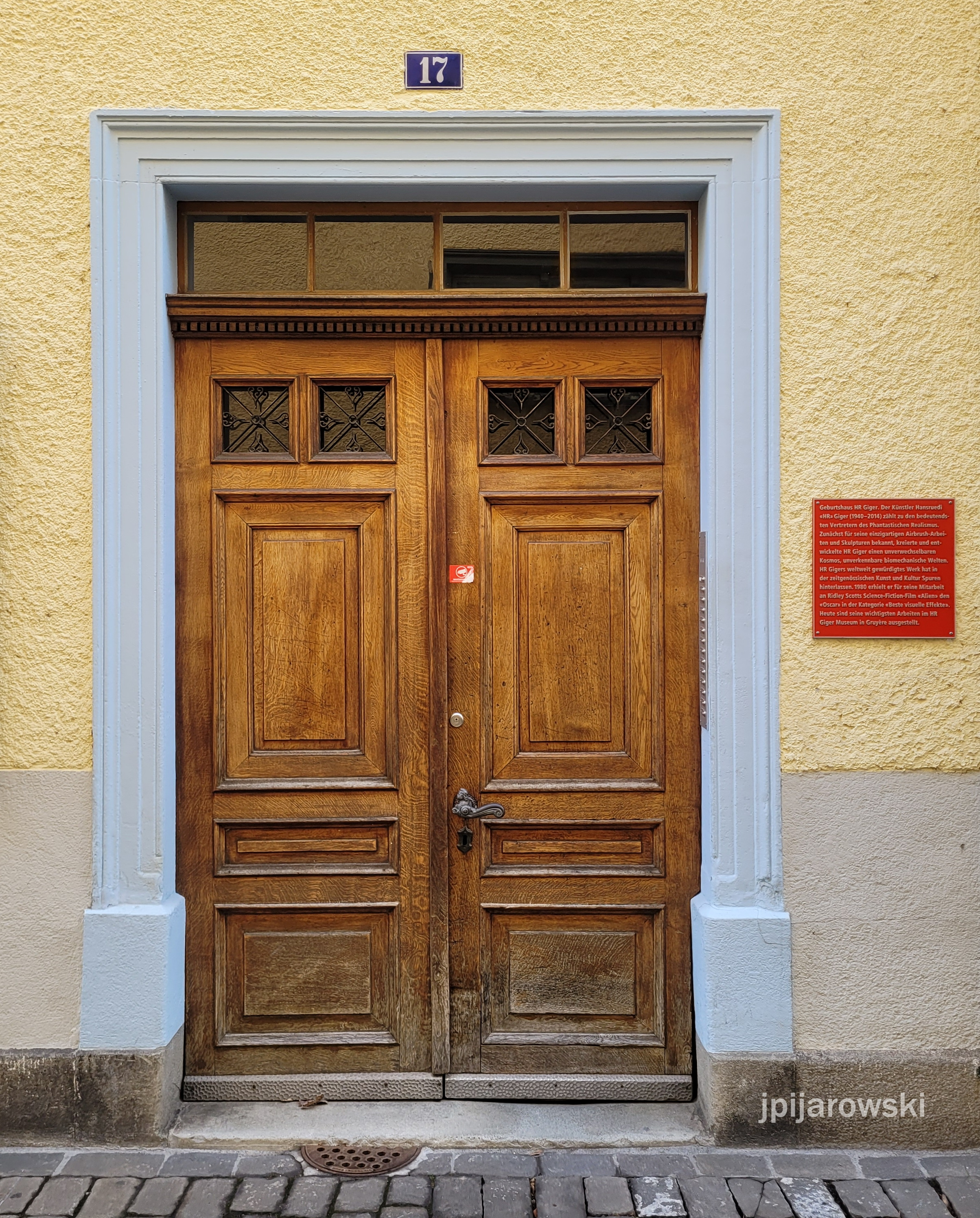
Brama wejściowa do domu, w którym urodził się H.R. Giger.
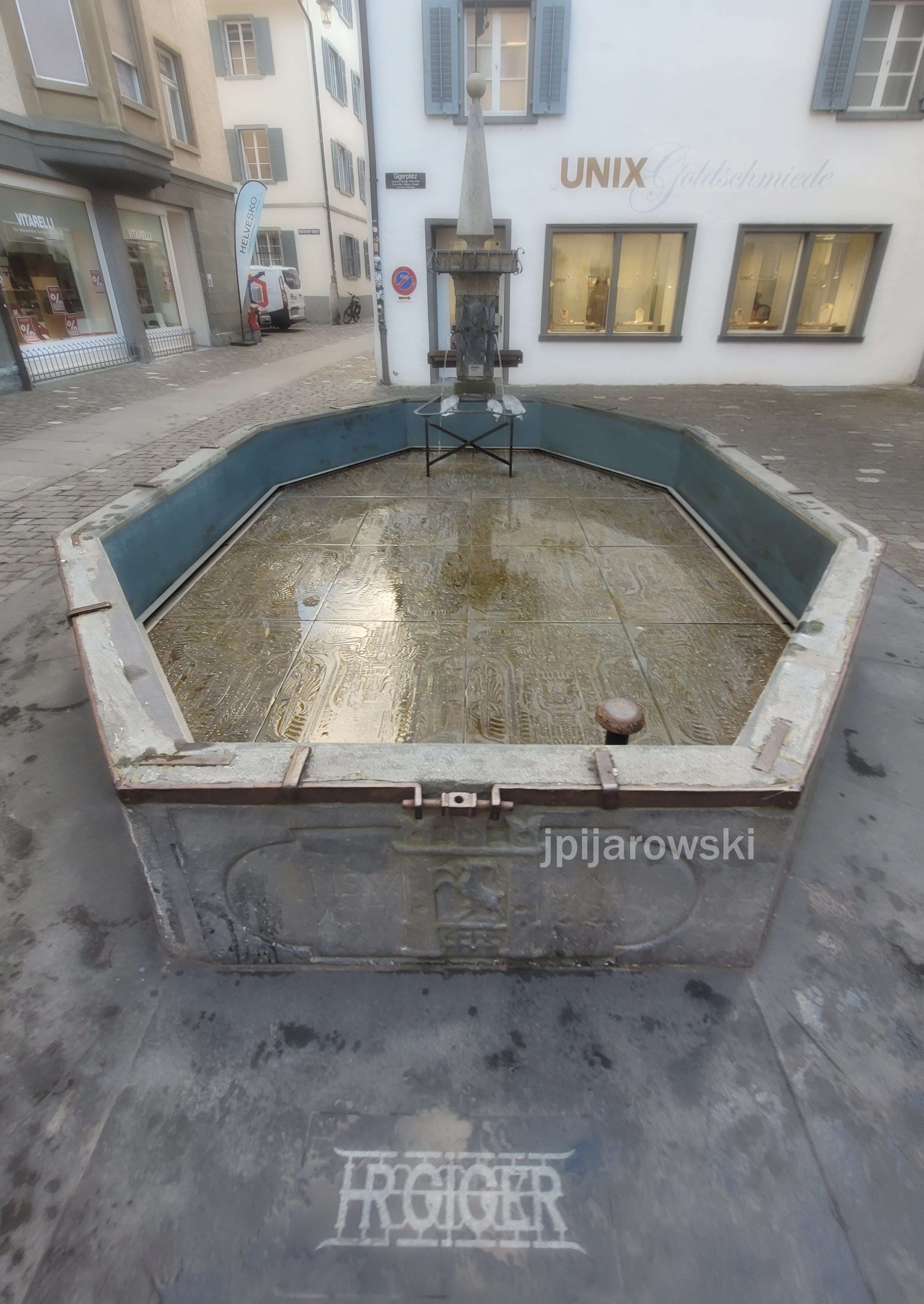
Bardzo rzadkie ujęcie ukazujące fontannę na Placu Gigera (bez wody) wraz z taflami zaprojektowanymi przez artystę.
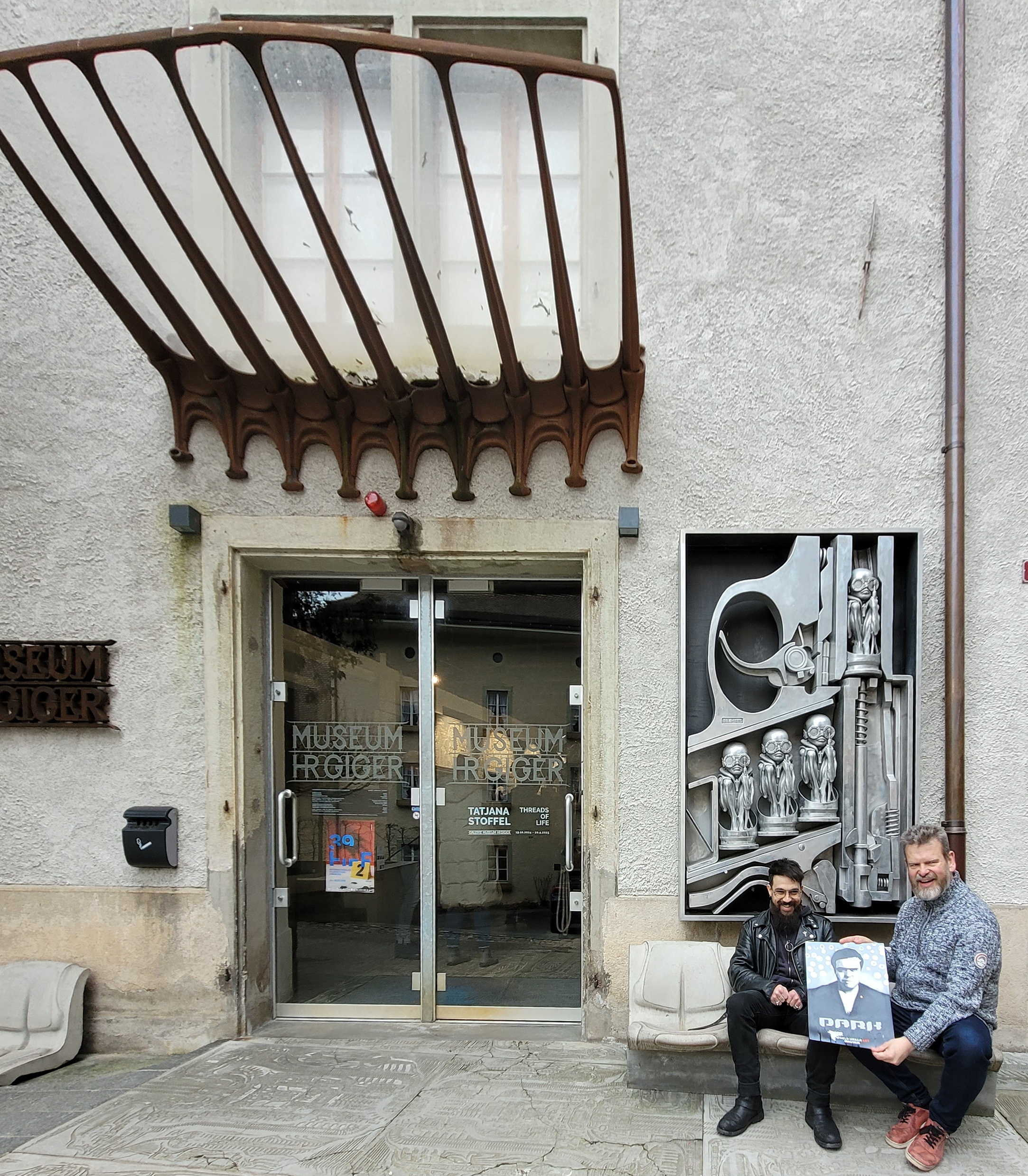
Przekazanie pracy „Dark" do Muzeum H.R. Gigera w Gruyères.
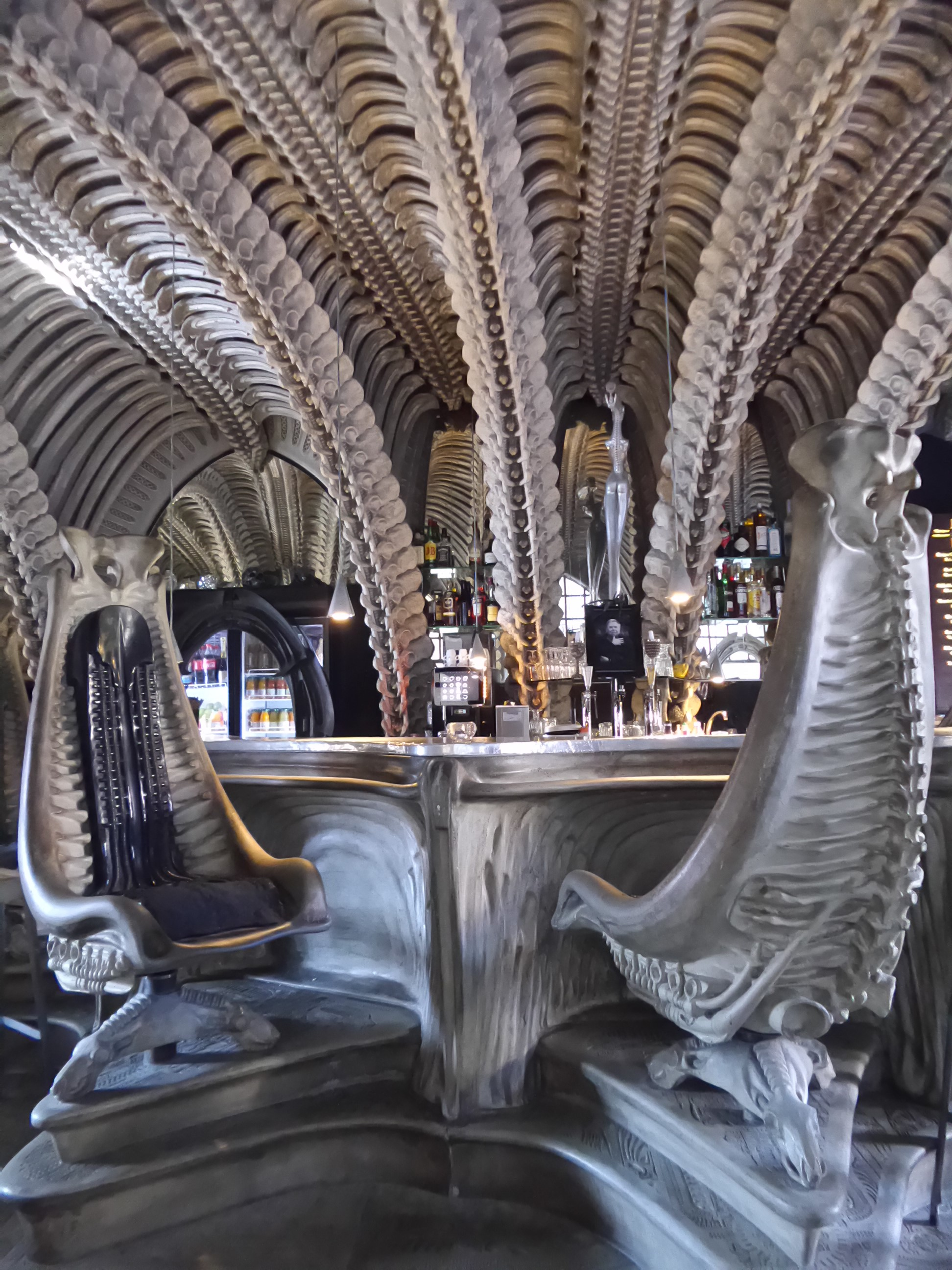
HR Giger Museum Bar Gruyeres (wnętrze).
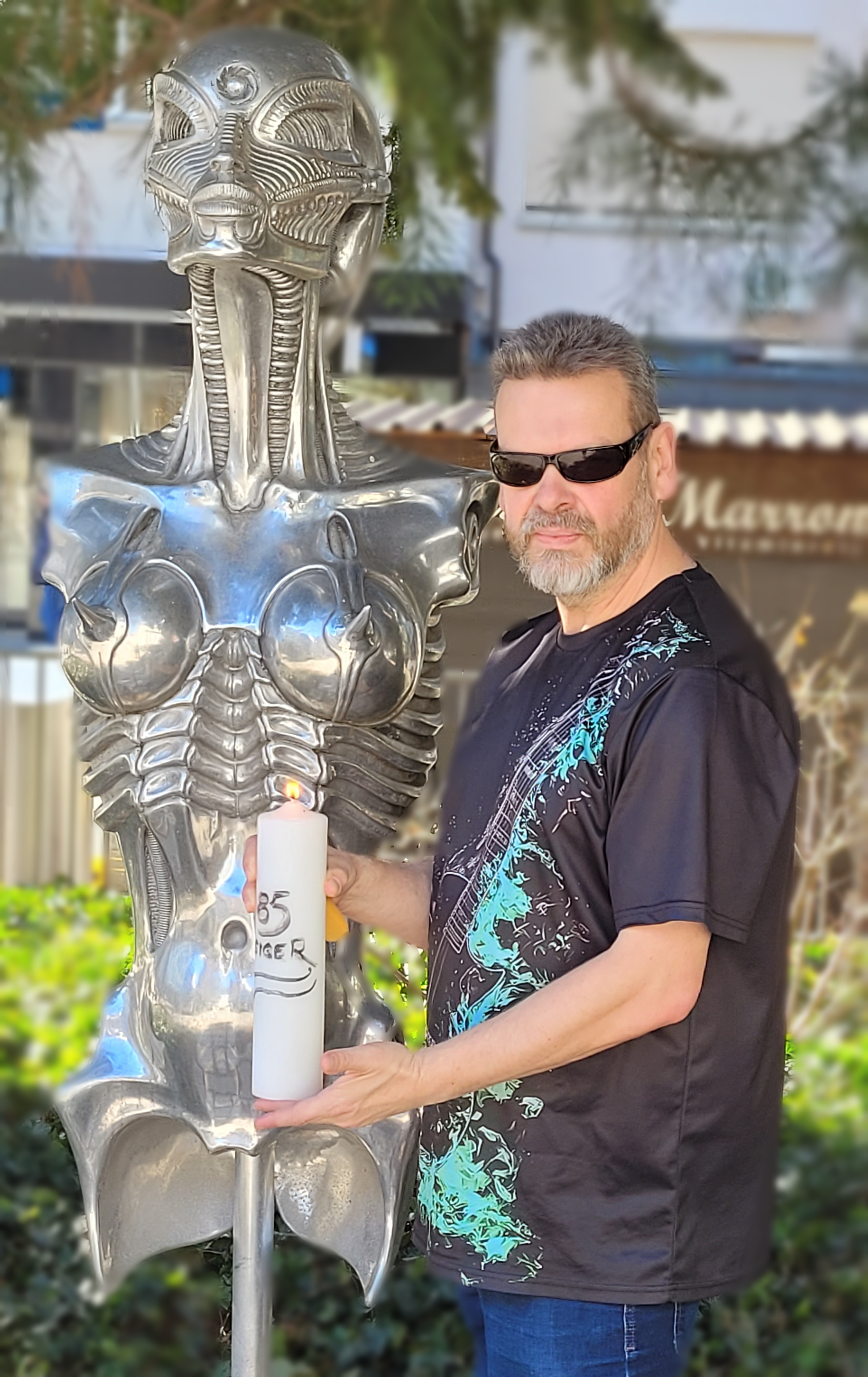
J.Pijarowski w dniu 85 urodzin artysty przed Bündner Kunstmuseum w Chur.
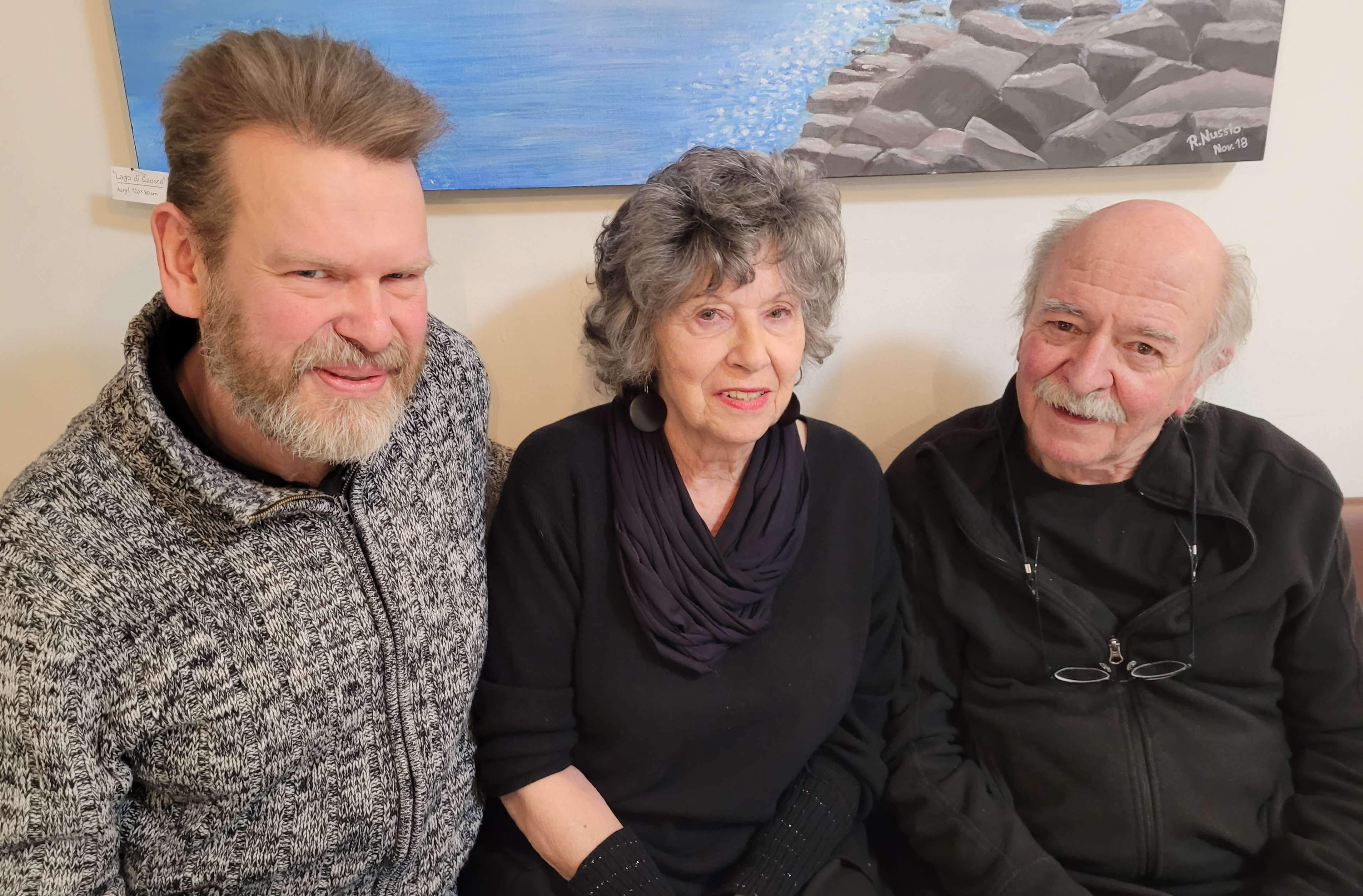
J.Pijarowski & Mia Bonzanigo & Charly Bieler 2024 r.
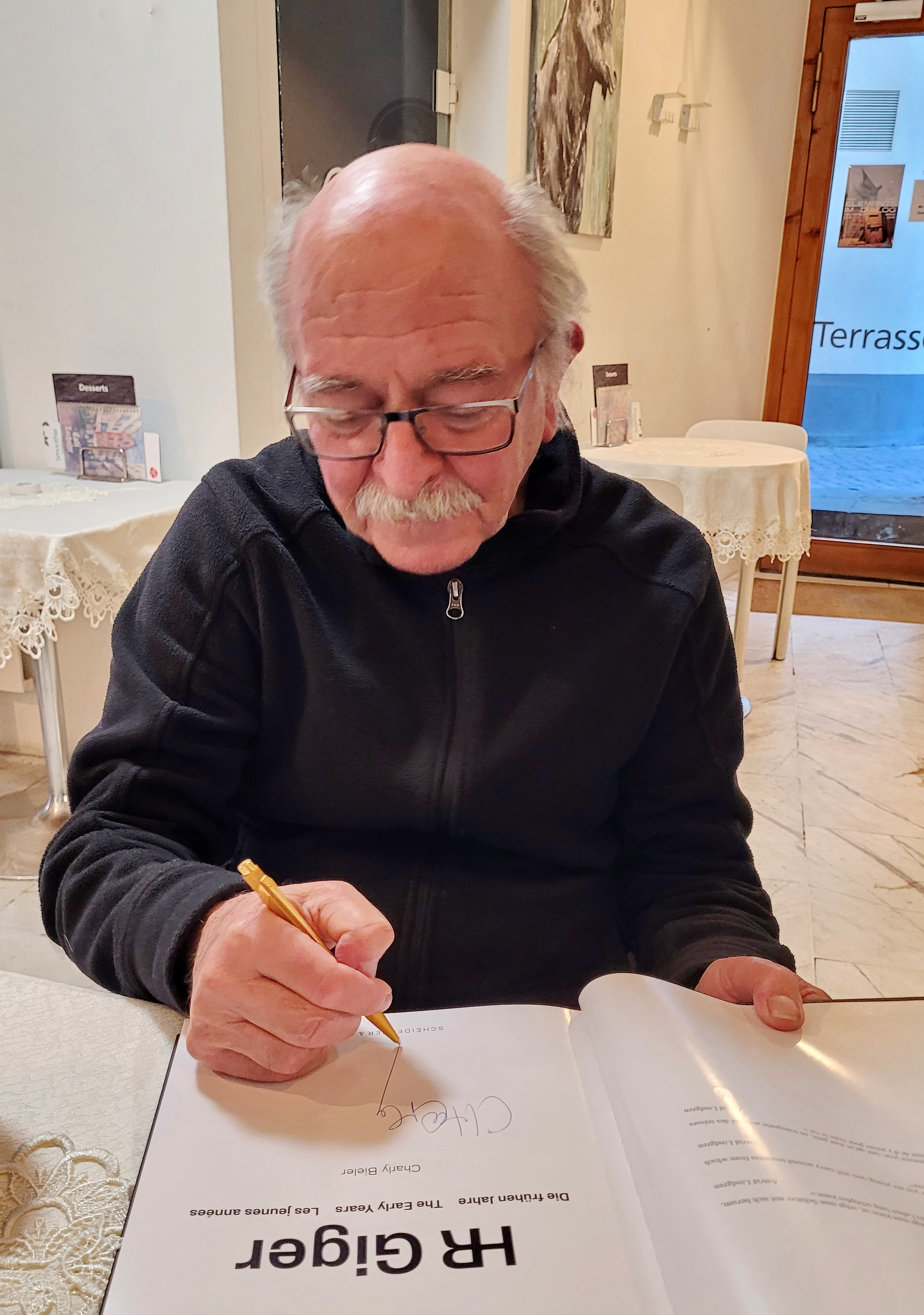
Charly Bieler podpisujący książkę HR Giger „Die frühen Jahre"